# Audiens
Audiens est un groupe de protection sociale français à but non lucratif, spécialisé dans le secteur de la culture, de la communication et des médias, à gouvernance paritaire. 
En 2018, Audiens et cinq autres groupes de protection sociale professionnels ont fusionné leurs activités de retraite complémentaire au sein de deux institutions : Alliance professionnelle Retraite Agirc et Alliance professionnelle Retraite Arrco.

## Histoire
En 2003, l'Institution de protection sociale Bellini-Gutenberg (IPS BG), spécialisée dans le secteur de la presse, des médias et de la communication, et le Groupement des Institutions sociales du spectacle (GRISS) se rapprochent pour donner naissance à Audiens.
En 2004, les institutions de retraite complémentaire Arrco ANEP Bellini, la CREP, la caisse Gutenberg et la Capricas fusionnent au sein de l'Institution de retraite de la presse et du spectacle (IRPS). En parallèle, les institutions de retraite complémentaire Agirc la Carcicas et CNC Presse sont regroupées au sein de l'Institution pour la retraite des cadres de la presse et du spectacle (IRCPS). 
Ainsi, au 1er janvier 2004, le Groupe Audiens est constitué des Institutions de retraite complémentaire de l'audiovisuel, de la communication, de la presse et du spectacle :
- l'Institution de retraite de la presse et du spectacle (IRPS), regroupant les anciennes institutions ANEP Bellini, la Capripas, la CREP, la caisse Gutenberg, chargée d'assurer le régime de retraite complémentaire Arrco ;
- l'Institution pour la retraite des cadres de la presse et du spectacle (IRCPS), regroupant les anciennes institutions la Carcicas, CNC presse, chargé de la retraite complémentaire des cadres ;
- IPICAS, l'Institutions de prévoyance de l'Industrie Cinématographique des Activités du Spectacle de l'Audiovisuel.

En 2004, font également partie du Groupe Audiens : 
- Bellini Prévoyance ;
- la Caisse de Prévoyance Gutenberg ;
- la MNPLC (Mutuelle nationale de la presse, du livre et de la communication) ;
- la MRSSC (Mutuelle des réalisations sanitaires et sociales de la communication) ;
- la MUDOS (Mutuelle d'organisations sociales) ;
- l'UNIPAC (organisme collecteur du 1% logement) ;
- l'USS (Union sociale du spectacle), une association d'action sociale[4].

En 2005, Audiens inaugure son nouveau siège au 74, rue Jean-Bleuzen, 92177 Vanves. En 2006, les institutions de prévoyance Bellini Prévoyance, IPICAS et Gutenberg Prévoyance fusionnent au sein d'Audiens Prévoyance.
La mutuelle Audiens de la presse, du spectacle et de la communication est créée en 2011, à la suite de la fusion de la MAPS (Mutuelle des Artistes et Professionnels du Spectacle), de la MNPLC et de la Mudos.
En 2013, à la suite de l'accord national interprofessionnel prévoyant une réduction des coûts de gestion sur la retraite complémentaire, les groupes Agrica, Audiens, B2V, IRP Auto, Lourmel et Pro BTP informent l'Agirc-Arrco de leur projet d'alliance professionnelle.
En 2016, la mutuelle Audiens quitte Groupe Audiens, avec la MRSSC. Ces deux mutuelles confirment leur départ du Groupe Audiens et leur arrivée au sein d'Harmonie le 5 janvier 2017 lors de leurs assemblées générales. Le 12 juin 2017, la mutuelle Audiens change sa dénomination pour le nom uMEn et rejoint le groupe Vyv.
En 2017, le groupe Audiens se tourne du côté de la mutuelle Pleyel Santé pour reconstituer son pôle mutualiste. 
Le 4 avril 2018, 3 ans après l'initialisation du projet, l'Alliance Pro voit le jour. La fusion entre les activités de retraite complémentaire des six groupes Agrica, Audiens, B2V, IRP Auto, Lourmel et Pro BTP est opérée le 4 avril 2018, avec effet rétroactif au 1er janvier 2018.
Le 2 décembre 2019, Audiens inaugure le Pôle santé Bergère, un nouveau pôle médical dans le 9e arrondissement de Paris. Ce pôle, « ouvert à tous », doit accueillir une centaine de professionnels de santé.
Le 25 juin 2020, le Conseil d'administration d'Audiens Sommitale a nommé Frederic Olivennes Directeur général du groupe Audiens.